# デボイネ諸島
デボイネ諸島（デボイネしょとう、Deboyne Islands ）は、パプアニューギニアルイジアード諸島北部の環礁からなる島々。ミシマ島 (ルイジアード諸島)から13km、Torlesse諸島から5kmの場所に位置する。諸島内には、 Panaeati、Panapompom、Nivani、Pana Uya Wana、Rara, Losai、Nibub、Passageといった島が存在する。
太平洋戦争中の1942年5月に日本海軍が水上機基地を設営し、珊瑚海海戦における重要な基地となったが、ポートモレスビー攻略作戦（MO作戦）の中止により基地は撤収された。